# MECC Maastricht
MECC Maastricht is een congres- en beurzencentrum in de Nederlandse stad Maastricht waar congressen, beurzen en culturele of sportieve evenementen plaatsvinden. Sinds 2018 worden de vier letters MECC, oorspronkelijk staand voor Maastrichts Expositie en Congres Centrum, gehanteerd als merknaam en niet meer als afkorting.

## Geschiedenis
Het MECC Maastricht komt voort uit de Eurohal, een sinds 1961 in Valkenburg gevestigde evenementenhal.

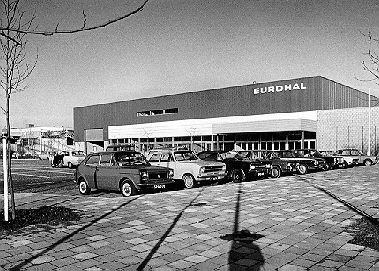
De Eurohal in 1974

In 1973 nam de Maastrichtse gemeenteraad het voorstel van Eurohal-eigenaar Jan Huynen aan om de hal naar Maastricht te verhuizen. Begin 1974 werd de hal in zes weken opgebouwd op De Griend in de Maastrichtse wijk Sint Maartenspoort. In maart 1974 vond er de eerste beurs plaats, de horecavakbeurs BBB. Enkele thans nog terugkerende evenementen, zoals de beurs Alles voor Eva (thans: Lentebeurs) en de kunstbeurs Pictura (de voorloper van TEFAF), vonden oorspronkelijk in de Eurohal plaats. In 1983 nam de gemeenteraad van Maastricht het besluit een nieuw congres- en beurzencentrum te bouwen in Randwyck. Na de opening van MECC Maastricht werd de Eurohal in 1991 gesloopt en werd op het terrein het Griendpark aangelegd.
In 1984 werd op een terrein in het noordelijk deel van Randwyck de eerste paal geslagen door staatssecretaris Piet van Zeil. Het MECC, aanvankelijk Maastrichts Economisch Centrum of Maastricht Euro Centre genoemd, later Maastrichts Expositie en Congres Centrum, werd gerealiseerd door Wilma Bouw en kostte 160 miljoen gulden, waarvan de overheid de helft betaalde. Het eerste evenement, de Vakantie Info Beurs, vond plaats in het weekend van 6-8 januari 1988 en trok 27.000 bezoekers. De officiële opening door Prinses Margriet vond plaats op 23 september 1988. Het hybride gebouw kreeg in de loop der jaren kritiek en droeg door de onlogische positionering bij aan het 'rommelige' imago van Randwyck.
In 1990 werd een samenwerkingsverband aangegaan met Amsterdam RAI dat op 1 januari 1996 resulteerde in een 75% meerderheidsbelang. 25% van de aandelen bleven in handen van de Gemeente Maastricht. In 2013 kwam een einde aan deze samenwerking en werden de RAI-aandelen overgenomen door de Gemeente Maastricht. Het congres- en beurzencentrum werd ondergebracht in een nieuwe bv met een onafhankelijke raad van commissarissen.
In 2017 ging een grote facelift van start ter waarde van aanvankelijk 27 miljoen, in 2019 bijgesteld tot 49 miljoen euro, grotendeels betaald door de gemeente Maastricht en de provincie Limburg. De parkeerterreinen en de entree aan de noordzijde zijn in 2017-2018 vernieuwd. Tegelijkertijd werden meer dan duizend zonnepanelen op het dak van het congresgedeelte aangebracht. In juni 2019 begon de sloop en nieuwbouw van een deel van het congrescentrum en de renovatie van het te handhaven gedeelte. Het uiterlijk van het gebouw is aan de zuidzijde sterk gewijzigd door het "inpakken" van het congrescentrum in de nieuwe Expo Foyer van staal en glas, ontworpen door het Delftse architectenbureau cepezed. De maximumcapaciteit van het congrescentrum steeg van 3.500 naar 5.000 bezoekers. De renovatie van de expositiehallen bleef beperkt tot een esthetische upgrade. De kosten van de renovatie en uitbreiding bedroegen ruim 50 miljoen euro. De openingshandeling van het vernieuwde complex zou op 16 september 2021 (opnieuw) door prinses Margriet verricht worden, maar werd vanwege de coronapandemie uitgesteld naar 6 december 2021.

## Gebouw, ligging
Het MECC bestaat uit vier expositiehallen, waarvan de totale oppervlakte bijna 30.000 m² beslaat. De Noordhal en de Zuidhal zijn elk 10.000 m² groot. Daarnaast zijn er twee congrescentra, verdeeld over drie verdiepingen met in totaal 23 flexibele en multifunctionele vergaderruimtes. Eén daarvan, het Euro Centre, is ontworpen voor kleinschalige conferenties, vergaderingen en evenementen. Het grootste auditorium heeft 1700 zitplaatsen. Daarnaast zijn er diverse foyers, winkels en horecagelegenheden. In de nieuwe Expo Foyer is een centraal ontmoetingspunt ingericht voor de Brightlands Maastricht Health Campus. De totale vloeroppervlakte bedraagt ca. 45.000 m².
MECC Maastricht ligt in de kantorenwijk Randwyck, op loopafstand van station Maastricht Randwyck. In de directe omgeving liggen de kantoren van bedrijven als Vodafone en Mercedes Benz, het Academisch Ziekenhuis Maastricht en enkele faculteiten van de Universiteit Maastricht. Naast MECC Maastricht, aan het Forum, bevindt zich een hotel dat voornamelijk op MECC-bezoekers gericht is.

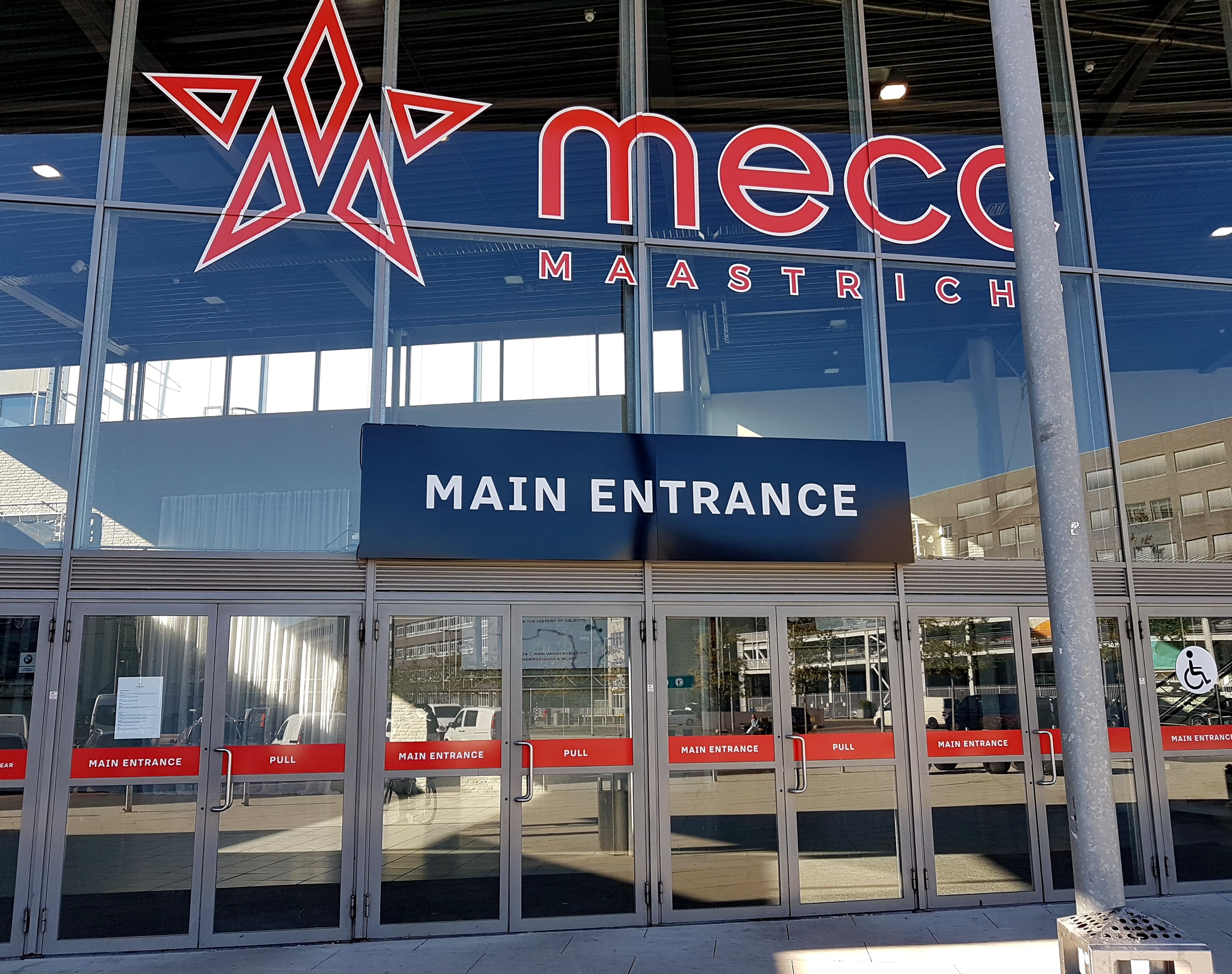
Hoofdingang noordoostzijde
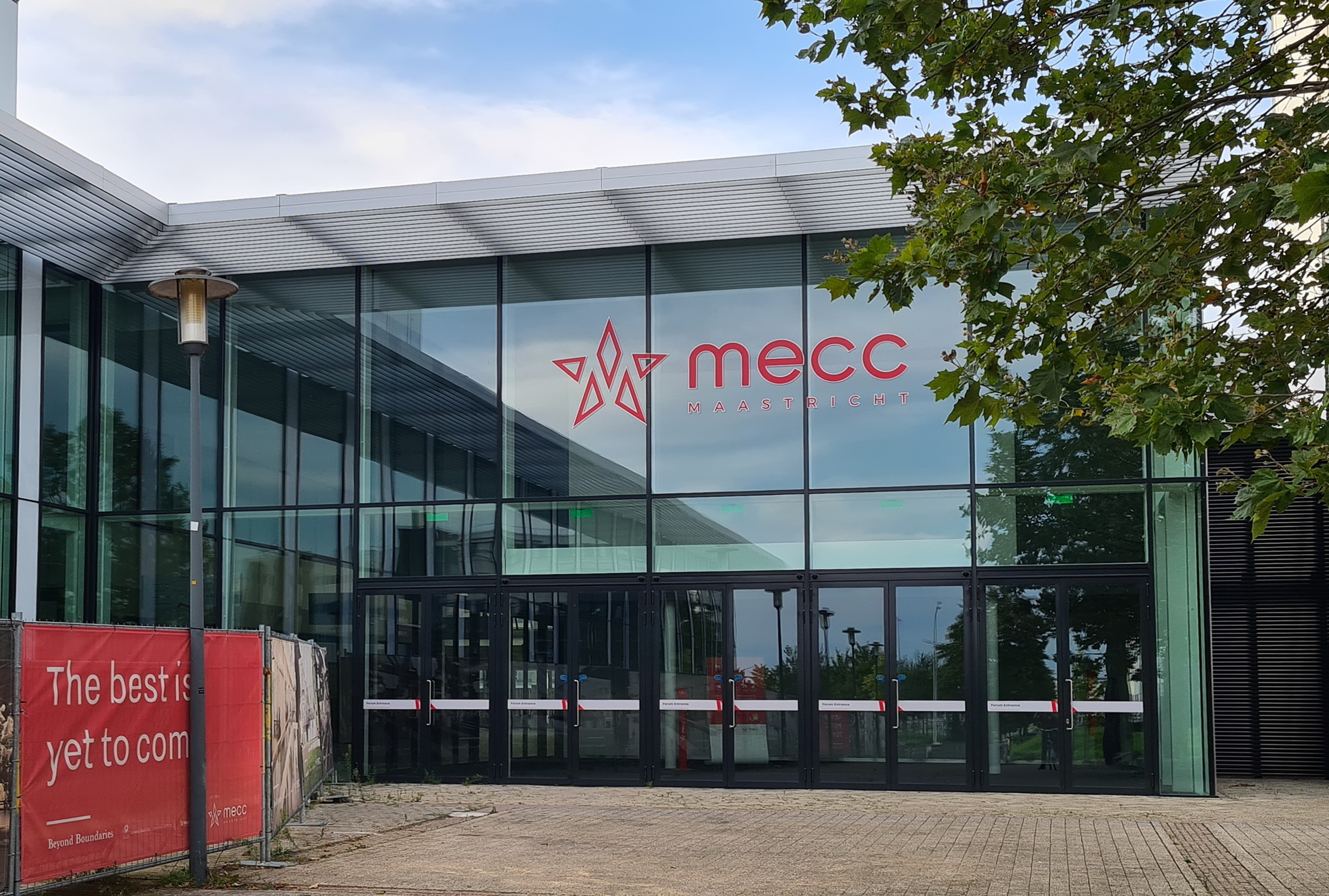
Vernieuwde ingang zuidzijde
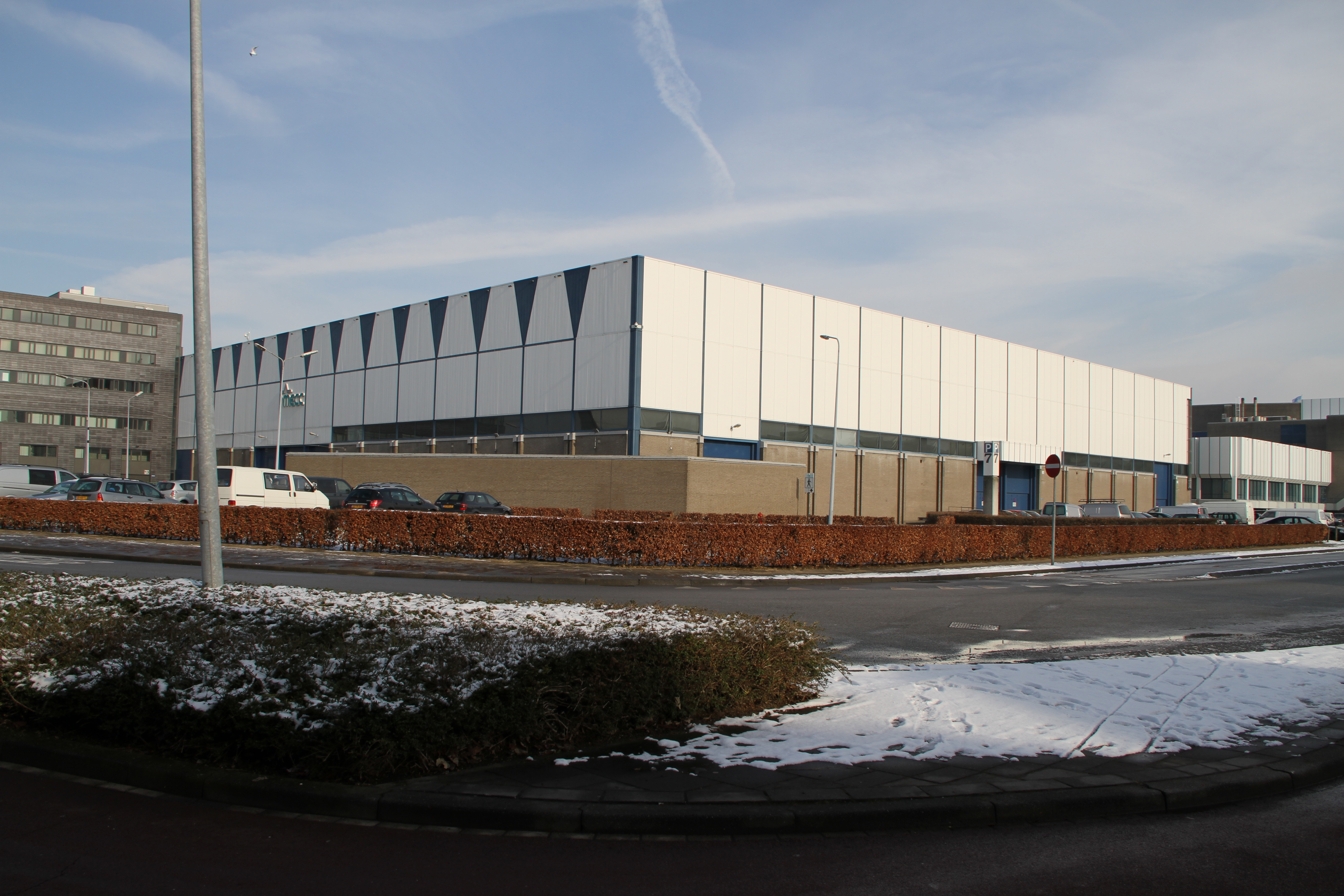
Expositiehal zuidwestzijde
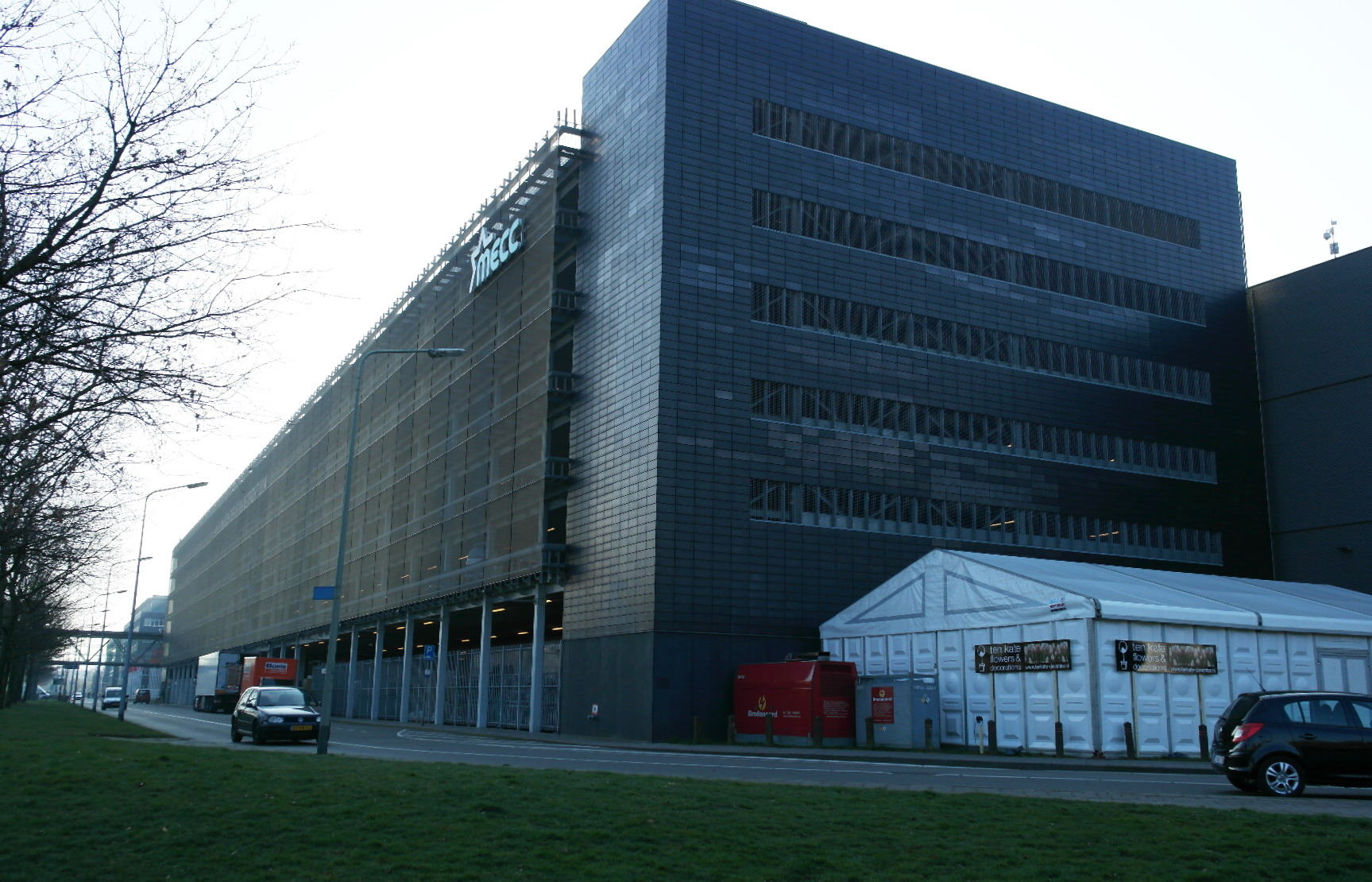
Parkeergarage noordzijde
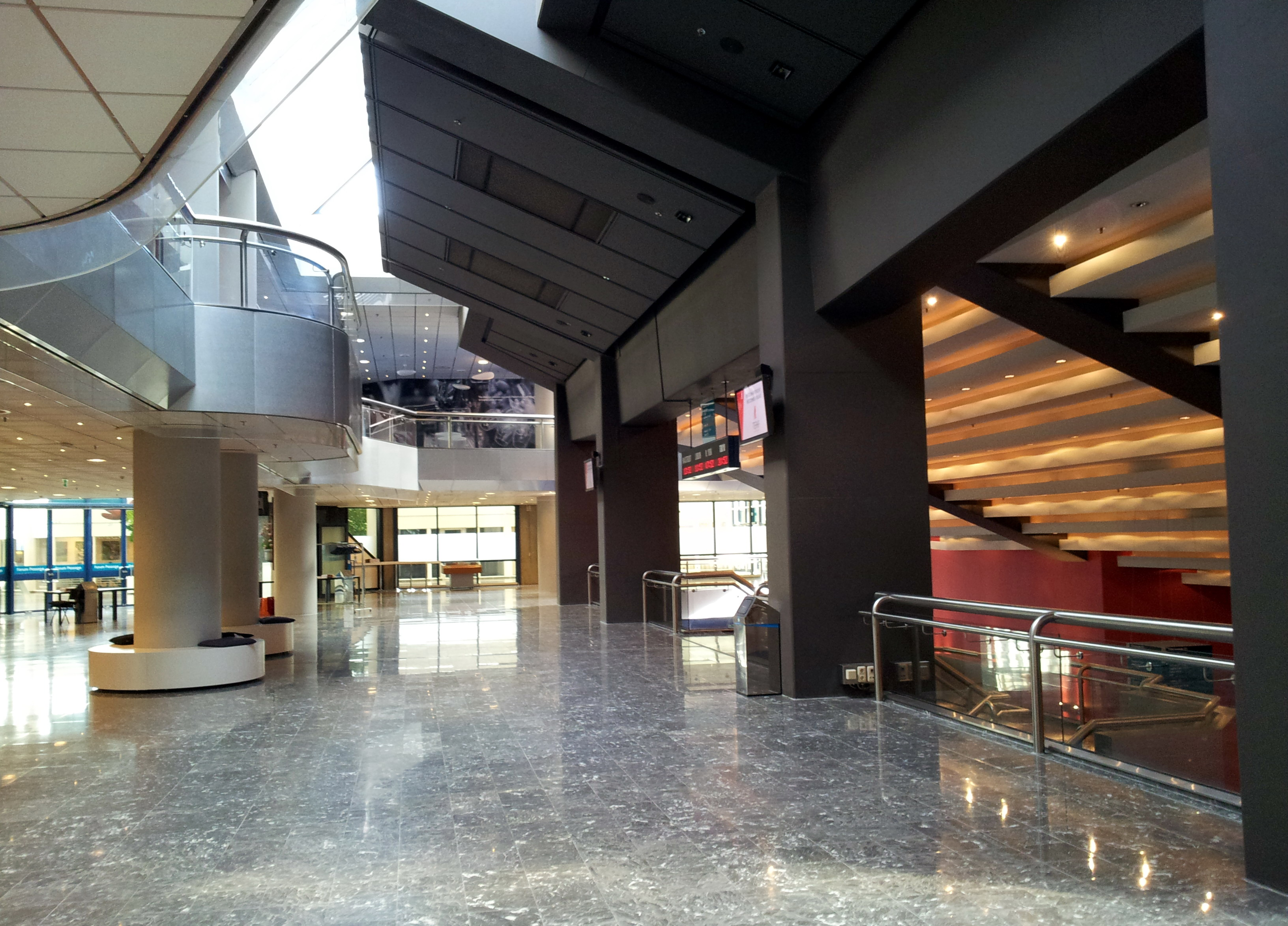
Interieur congresgedeelte

## Terugkerende evenementen
Jaarlijks terugkerende evenementen zijn onder andere:
- InterClassics & TopMobiel (januari)
- TEFAF - The European Fine Art Fair (maart)
- EuroMUN - European Model United Nations (mei)
- BBB Maastricht, horecavakbeurs (oktober)
- JIM - Jumping Indoor Maastricht (november)
- Boekenfestijn (november)
- André Rieu kerstconcerten (december; sinds 2019)

De 'Mega Vlooienmarkt' vindt viermaal per jaar plaats (januari, april, september, oktober). MECC Maastricht is tevens tentamenlocatie van de Universiteit Maastricht.

## Overige evenementen; trivia
- Op 11 december 1991 om half 2 's nachts vond in het MECC Maastricht de persconferentie van de "Eurotop" plaats. De conferentie van de Europese Raad van regeringsleiders leidde op 7 februari 1992 tot de ondertekening van het Verdrag van Maastricht en de oprichting van de Europese Unie.[9]
- In 2001 vond Domino Day plaats in het MECC, een wereldrecordpoging vallende dominostenen.
- In 2003 werd de Maastrichtse kermis vanwege werkzaamheden aan het Vrijthof in het MECC gehouden. Dit leverde de kermis aanzienlijk minder bezoekers op dan in voorgaande jaren.
- In 2010 werd een concert van André Rieu vanwege de hitte verplaatst van het Vrijthof naar het MECC. Tevens werd het concert verplaatst naar de middag, vanwege de finale van het wereldkampioenschap voetbal 2010 (Nederland tegen Spanje) 's avonds. Ook bij slecht weer vindt het concert van André Rieu in het MECC plaats.
- Tijdens de kunst- en antiekbeurs TEFAF vonden in 2000, 2008, 2010, 2011 en 2022 opzienbarende diefstallen van schilderijen en juwelen plaats.[10]
- In 2019 vond d'n 11e van d'n 11e, de opening van het carnavalsseizoen plaats in het MECC. Dit evenement vond voorheen plaats op het Vrijthof en verhuisde later naar Roermond.[11]
- Vanaf 2019 geeft André Rieu zijn kerstconcerten in het MECC. Deze vervangen de traditionele kerstconcerten die hij in voorgaande jaren in Londen gaf. Hij verkoos daar niet meer op te treden omdat de concerthal als te koud werd ervaren.[12] De geplande concertreeksen voor 2020 en 2021 gingen vanwege de coronapandemie niet door.
- In mei, juni en juli 2022 speelde de musical Dagboek van een herdershond met groot succes in het MECC. De bijna tachtig voorstellingen trokken circa 80.000 bezoekers.[13] Een geplande reprise in het voorjaar van 2023 moest vanwege de gestegen kosten worden afgezegd.[14]

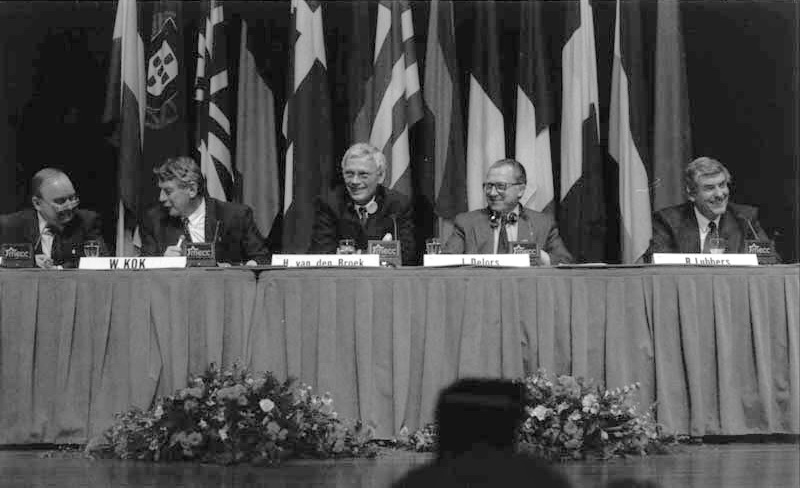
Persconferentie Eurotop, 1991
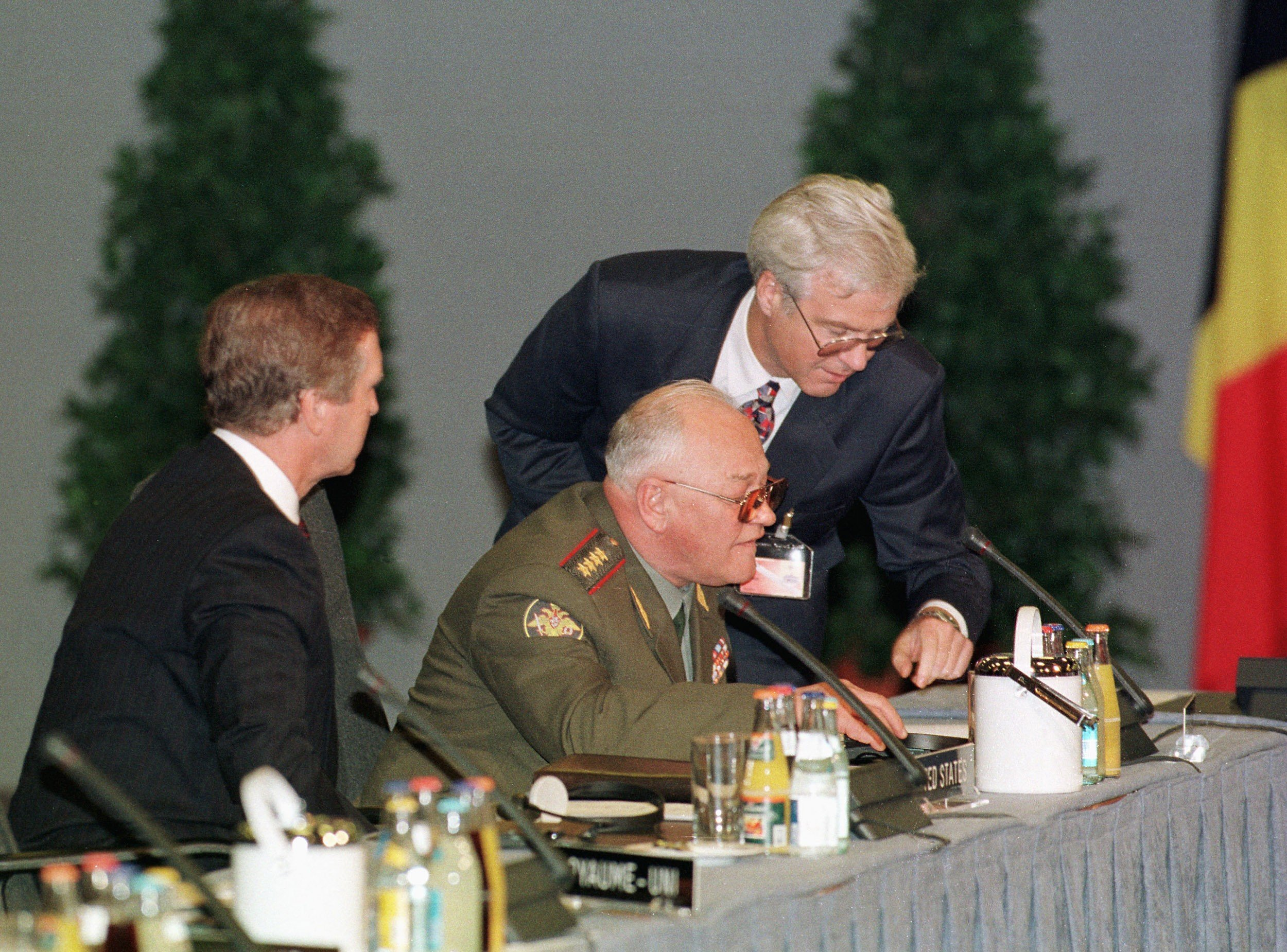
Informele NAVO-bijeenkomst, 1997
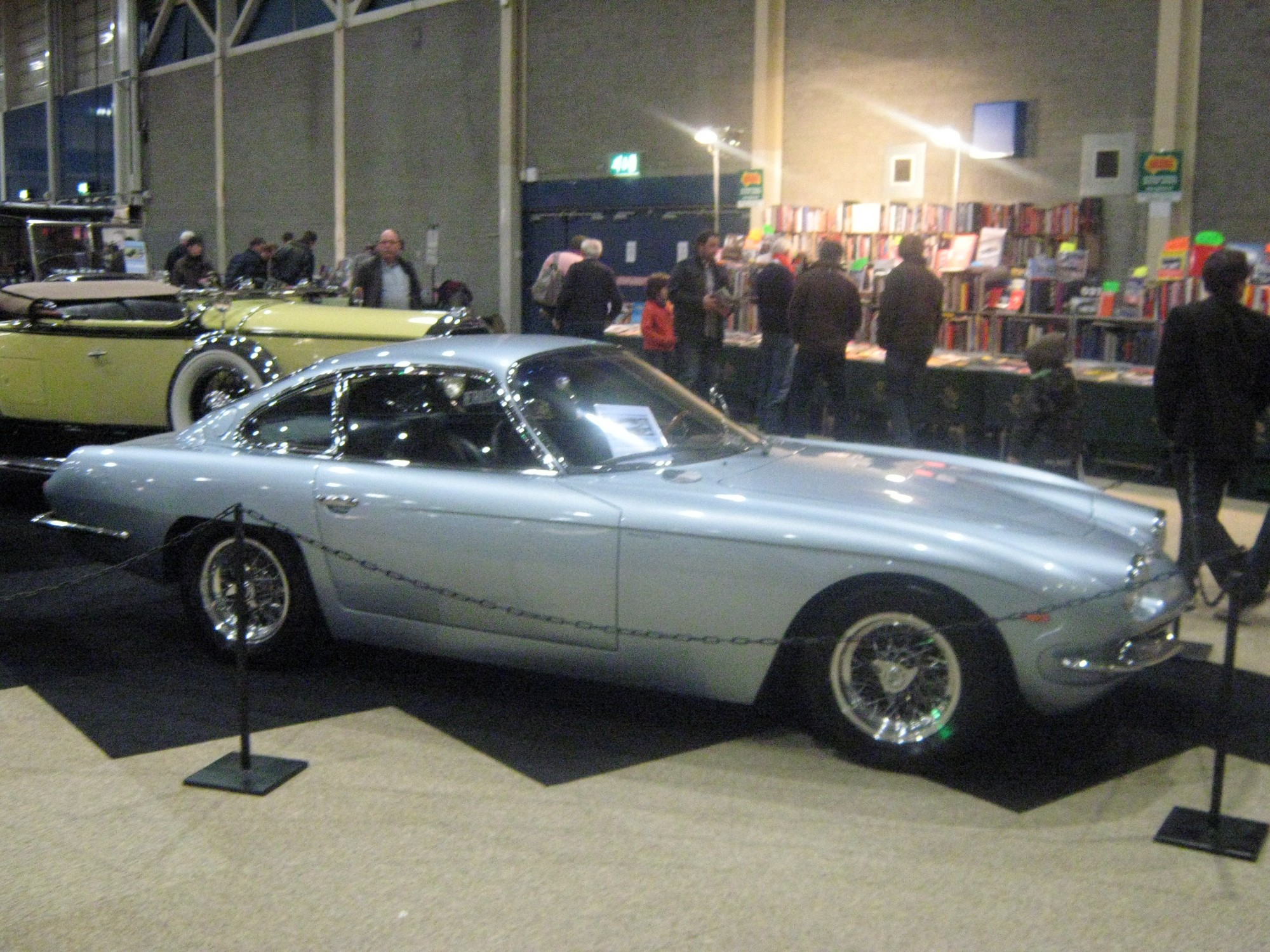
InterClassics, 2010
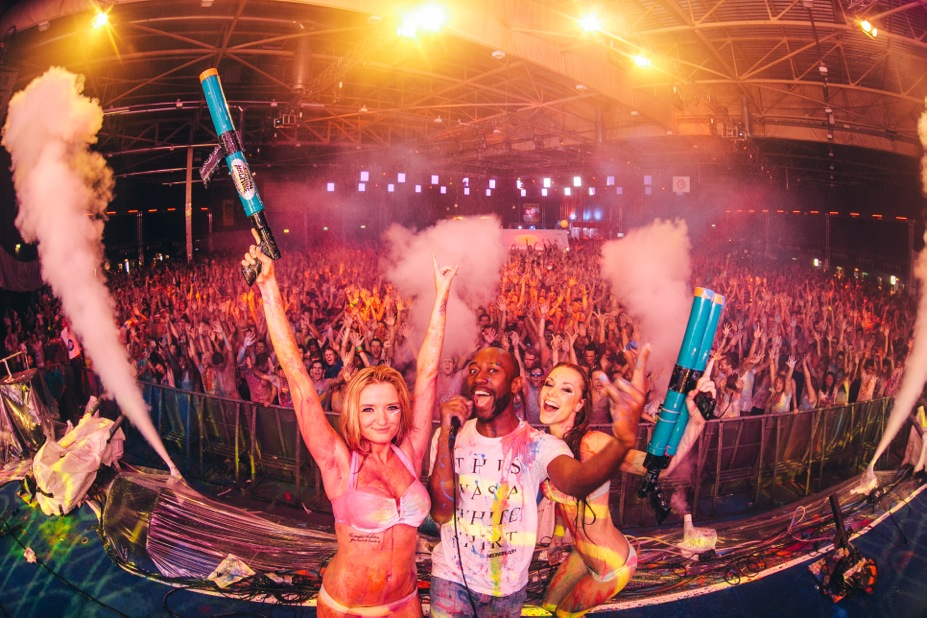
Dance feest, 2014
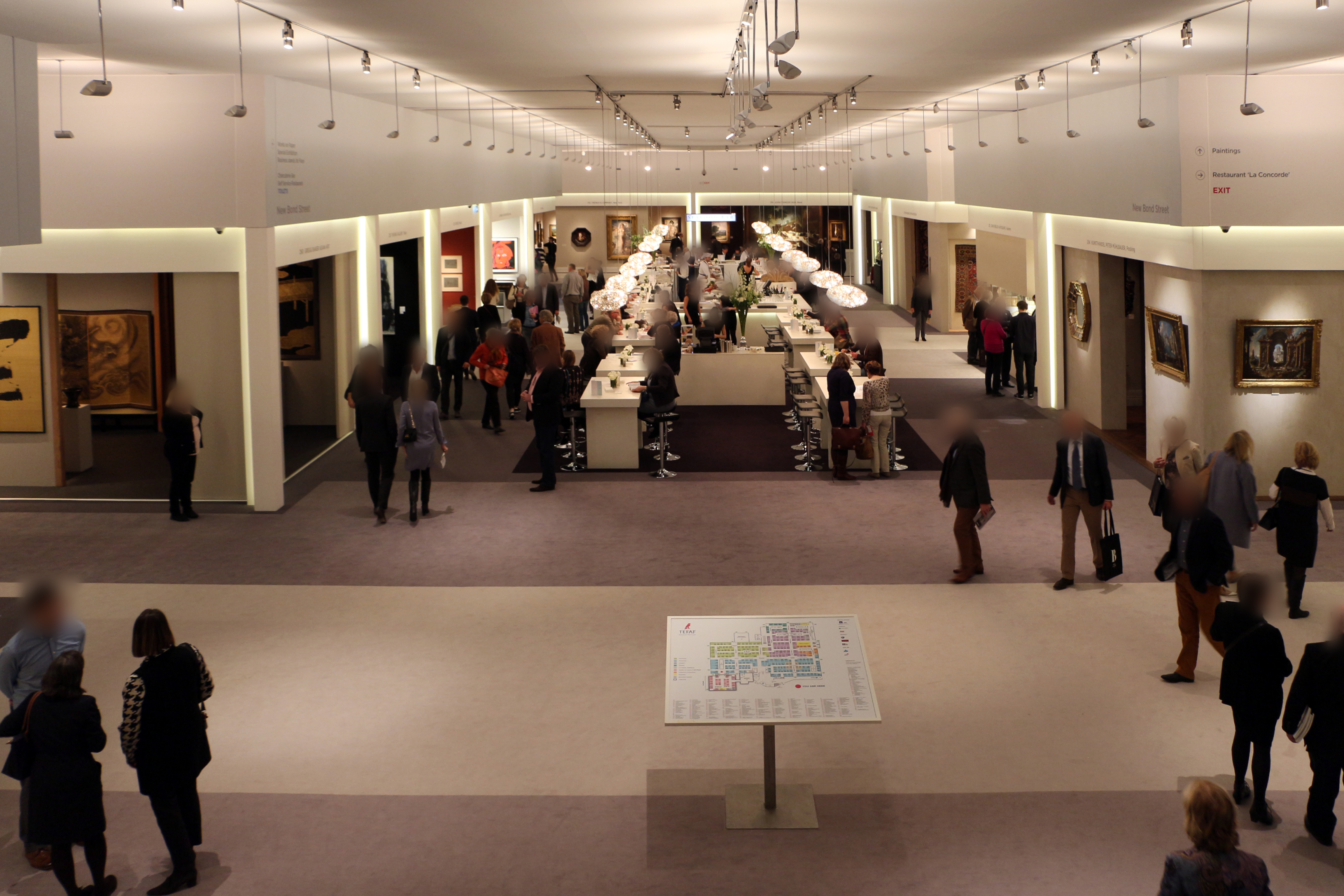
TEFAF, 2016